# Diminutiv
În semantică și în pragmatică, termenul diminutiv (cf. fr  diminutif, la  deminutivus < deminutus „micșorat” < deminuere „a micșora”) denumește un cuvânt format de la alt cuvânt, primul exprimând, în principiu, în funcție de natura cuvântului bază, dimensiunile, gradul sau intensitatea mai reduse a ceea ce exprimă acesta. Ca adjectiv, termenul califică procedeul prin care se formează un diminutiv. Contrarul unui asemenea cuvânt, respectiv procedeu este desemnat cu termenul „augmentativ”.
Diminutivul rămâne aceeași parte de vorbire ca și cuvântul bază. Părțile de vorbire în care se formează diminutive și ponderea lor în acestea depinde de limba dată. De exemplu, în limba română se formează de la substantive, adjective și, foarte rar, de la adverbe și pronume, dar în limbi precum BCMS, maghiara sau, în mai mică măsură, franceza, se formează și de la verbe. De asemenea, unele limbi sunt mai bogate în diminutive decât altele, de pildă româna și alte limbi romanice decât franceza.
Frecvența diminutivelor depinde și de varietatea de limbă. Ele sunt mai frecvente în registrele popular și familiar, sau în limbajul adulților folosit cu copiii mici, decât în alte varietăți.

## Formarea diminutivelor
Diminutivele se formează în general prin derivare, în primul rând cu sufixe, a căror cantitate diferă de la o limbă la alta. Unele sufixe formează diminutive în mai multe părți de vorbire. Pe de altă parte, unele cuvinte se pot diminutiva cu un sufix sau cu altul, iar altele pot primi două sufixe în același timp.
Exemple de substantive care se formează astfel sunt (sufixele scrise cu litere aldine):
ro  guleraș, nepoțel, bucățică, pantofior, codiță, cănuță, mieluț sau mielușel (cu două sufixe);
fr  maisonnette „căsuță”, ânon „măgăruș”;
en  booklet „cărticică”, kitty „pisicuță”, doggie „cățeluș”;
hu  kezecske „mânuță”, emberke „omuleț”, ládika „lădiță”, kutyuska (două sufixe) „cățeluș”;
BCMS nožić „cuțitaș”, prozorčić „ferestruică”, prstenak „ineluș”, crkvica „bisericuță”, klupčica „băncuță”, zvonce „clopoțel”.
În cazul adjectivelor, diminutivarea constă în atenuarea caracteristicii exprimate:
ro  ușurel, frumușică, tărișor, grăsuț;
fr  aigrelet „acrișor”, pâlot (< pâle „palid”);
hu  nagyocska „mărișor”, kicsike „mititel”;
BCMS bjelkast „albicios”, plavičast „albăstriu”, slabačak „slăbuț”.
În unele limbi sunt și rare adverbe diminutivate:
ro  binișor, repejor;
hu  lassacskán „încetișor” (sufixul de formare a adverbelor adăugat după cel diminutiv).
Și mai rare sunt pronumele diminutivate:
ro  mătăluță;
hu  magácska „dumneata” (adresat fetelor tinere).
În unele limbi sunt și verbe diminutive, care atenuează intensitatea acțiunii exprimate de verbul bază.
În BCMS sunt relativ multe sufixe care diminutivează verbe, ex. zviždukati „a fluiera ușor”, šepesati „a șchiopăta puțin”, vozikati „a conduce (mașina) de plăcere”, pajkiti „a face nani”, treskati „a tremura ușor”, šušketati „a șopoti”, pjevuckati „a fredona”.
În maghiară există de asemenea mai multe asemenea sufixe, ex. olvasgat „citește distrat, superficial”, ugrándozik „face mici sărituri”, sírdogál „plânge încetișor”, zöngicsél „fredonează”.
Și în franceză sunt sufixe diminutive verbale: sautiller „a se deplasa cu mici sărituri”, chantonner „a fredona”, toussoter „a tuși ușor”, mâchouiller „a mesteca ușor”.
Prefixarea este un procedeu mai puțin frecvent. În BCMS, un asemenea prefix este po-, aplicat verbelor, ex. popjevati „a cânta puțin”, poigrati se „a se juca puțin”.
Există și elemente de compunere diminutive. Astfel este elementul prim de compunere mini-, folosit în mai multe limbi:
ro  minifustă;
fr  minijupe „minifustă”;
en  mini-vac „aspirator miniatural”;
hu  miniszoknya „minifustă”;
BCMS minibus „microbuz”.
În limbajul tehnico-științific se folosesc de asemenea unele elemente prime de compunere diminutive, de exemplu hipo- și micro-, în mai multe limbi:
ro  hipotensiune, microbuz;
fr  hypotension „hipotensiune”, microonde „microundă”;
en  hypothermia „hipotermie”, microorganism „microorganism”;
hu  hipofunkció „hipofuncție” (funcționare insuficientă a unui organ), mikrohullám „microundă”;
BCMS mikroorganizam „microorganism”.

## Diminutivele dincolo de exprimarea micimii și a atenuării

### În perspectivă sincronică
În starea la un moment dat (sincronică) a limbii, majoritatea diminutivelor din limbajul curent sunt și hipocoristice în anumite contexte, adică exprimă, pe lângă micime sau atenuare, și afecțiune, alintare, duioșie, simpatie față de ceea ce desemnează. Exemple:
ro  fetiță, copilaș;
fr  sœurette „surioară”, frérot „frățior”;
en  kitty „pisicuță”, doggie „cățeluș”;
hu  lovacska „căluț”, arcocska „fețișoară”;
BCMS mačkica „pisicuță”, seoce „sătuc”.
Pe de altă parte, unele diminutive se folosesc ca hipocoristice fără să implice micimea denotatului, de pildă, dintre cele precedente, fr  sœurette, frérot, en  kitty, doggie, hu  lovacska pentru ființe adulte. Fenomenul este pregnant în cazul prenumelor folosite și pentru adulți:
ro  Cocuța, Ionică;
fr  Jeannette (< Jeanne), Louison (< Louise);
en  Billie (< William);
hu  Dorka (< Dóra), Samu (< Sámuel);
BCMS Jelica (< Jelena), Ivica (< Ivan).
Alteori, diminutivele se folosesc în mod ironic, depreciativ, disprețuitor sau peiorativ:
ro  profesoraș, revistuță, cărțulie, mititelul;
fr  amourette „relație amoroasă superficială”, laideron (substantiv) „(tânără) urâtă”;
hu  vaksi „chior” (cu sensurile „care nu vede bine”, „care nu luminează bine”);
BCMS činovničić „funcționăraș”, direktorčić „directoraș”.
În afara folosirilor de mai sus, unele diminutive sunt folosite, în anumite contexte, în mod neutru, de exemplu prenume care se dau oficial și în formă diminutivată.
Unele cuvinte standard au variante diminutivate folosite numai în varietăți de limbă nestandard. Unele au fost mai întâi folosite în limbajul adulților cu copiii mici, apoi au intrat și în registrul de limbă familiar folosit între adulți, sau au fost formate de la bun început între adulți. Și aceste cuvinte pot fi folosite fără sens diminutiv. Exemple:
en  doggie vs. dog „câine”;
hu  formate prin trunchiere și sufixare: csoki vs. csokoládé „ciocolată”, pulcsi vs. pulóver „pulover”, köszi „mersi” vs. köszönöm „mulțumesc”.

### În perspectivă diacronică
Pierderea sensului diminutiv este și un fenomen diacronic, adică se manifestă și în cursul istoriei limbii, când cuvinte formate prin derivare cu sufixe diminutive pierd parțial sau total sensul cuvântului bază, deși acesta se păstrează, sau când cuvântul bază iese parțial sau total din uz, fiind înlocuit de cuvântul format de la el. Astfel s-au format substantive ca:
ro  albăstriță, lăcrămioară, bunică;
fr  bracelet „brățară” (< bras „braț”), manchot „ciung” (< franceza veche manc „infirm”);
hu  mozi „cinema” (< mozgóképszínház „cinematograf”), bugyi „chiloți” (< bugyogó).